# Ginzia haradai
Ginzia haradai is een vlinder uit de familie van de Lycaenidae. De wetenschappelijke naam van de soort is voor het eerst geldig gepubliceerd in 1973 door Igarashi.